# Bor, mámor, Provence (film)
A Bor, mámor, Provence (eredeti cím: A Good Year) 2006-ban bemutatott brit-amerikai romantikus filmvígjáték, melynek rendezője és producere Ridley Scott. A film Peter Mayle brit író 2004-ben kiadott, azonos című regényén alapul. A főbb szerepekben Russell Crowe, Marion Cotillard, Didier Bourdon, Abbie Cornish, Tom Hollander, Freddie Highmore és Albert Finney látható. 
A filmet 2006. szeptember 9-én mutatta be a mozikban a 20th Century Fox. A 35 millió dolláros költségvetéssel szemben több mint 42,1 millió dolláros bevételt hozott. A filmet a legjobb fiatal színésznek járó Critics Choice-díjra és a legjobb operatőrnek járó Satellite Awardra jelölték. 

## Cselekmény
Miután évekig nem tartotta a kapcsolatot nagybátyjával, Henryvel, Max Skinner londoni bankár és kötvénykereskedő értesül Henry halálhíréről és arról, hogy nagybátyja végrendelete értelmében egy provence-i kastélyt és szőlőskertet örökölt. Max ott töltötte gyermekkora egy részét, ahol megtanulta a legfontosabb elveket, a győzelem és a vereség módját, és kifejlesztette gyilkos ösztönét (a sakkban, amelyet a pénzügyekben is hasznosított). Max azzal a szándékkal megy Franciaországba, hogy eladja a birtokot. Néhány napot tölt ott, hogy felkészítse az ingatlant a bemutatásra. A férfi terveit azonban a nagybácsi törvénytelen lánya, Christie szakítja félbe.

## Szereplők
| Színész                | Szerep                   | Magyar hang      |
| ---------------------- | ------------------------ | ---------------- |
| Russell Crowe          | Max Skinner              | Kőszegi Ákos     |
| Freddie Highmore       | Max Skinner gyerekként   |                  |
| Albert Finney          | Henry bácsi              | Végvári Tamás    |
| Marion Cotillard       | Fanny Chenal             | Für Anikó        |
| Abbie Cornish          | Christie Roberts         | Ruttkay Laura    |
| Didier Bourdon         | Francis Duflot           | Várkonyi András  |
| Isabelle Candelier     | Ludivine Duflot          | Hegyi Barbara    |
| Tom Hollander          | Charlie Willis           | Hevér Gábor      |
| Rafe Spall             | Kenny                    | Fesztbaum Béla   |
| Richard Coyle          | Amis                     | Varga Rókus      |
| Archie Panjabi         | Gemma                    | Bognár Gyöngyvér |
| Kenneth Cranham        | Sir Nigel                | Kajtár Róbert    |
| Daniel Mays            | Bert, a portás           |                  |
| Valeria Bruni Tedeschi | Nathalie Auzet közjegyző |                  |
| Giannina Facio         | Maitre D'                |                  |

## Fogadtatás

### Bevételi adatok
A film 42 061 749 dolláros bevételt hozott. 2010-ben több mint 7 millió dollárt keresett az amerikai DVD-eladásokból.

### Díjak és jelölések
| Díj                | Kategória              | Átvevő               | Eredmény |
| ------------------ | ---------------------- | -------------------- | -------- |
| EDA különdíj       | Hall of Shame          | Bor, mámor, Provence | Elnyerte |
| Critics Choice díj | Legjobb fiatal színész | Freddie Highmore     | Jelölve  |
| Satellite Award    | Legjobb operatőr       | Philippe Le Sourd    | Jelölve  |